# Prawo Puekerta
Prawo Peukerta – sformułowane w 1897 roku przez niemieckiego naukowca Wilhelma Peukerta prawo określające w przybliżeniu zmianę pojemności akumulatorów ołowiowo-kwasowych przy różnych poziomach rozładowania. Zgodnie z tym prawem, wraz ze wzrostem szybkości rozładowania zmniejsza się dostępna pojemność akumulatora.

## Wzór
Peukert wyraził tę zależność poniższym wzorem:
{\displaystyle C_{p}=I^{k}t}
gdzie:
{\displaystyle C_{p}} – pojemność akumulatora przy natężeniu rozładowania równym 1 A, wartość ta jest wyrażana w amperogodzinach;
t – czas rozładowania akumulatora, wartość ta wyrażana jest w godzinach;
I – prąd rozładowania, wartość ta wyrażana jest w amperach;
k – stała Peukerta, bezwymiarowa.